# 山內盛豐

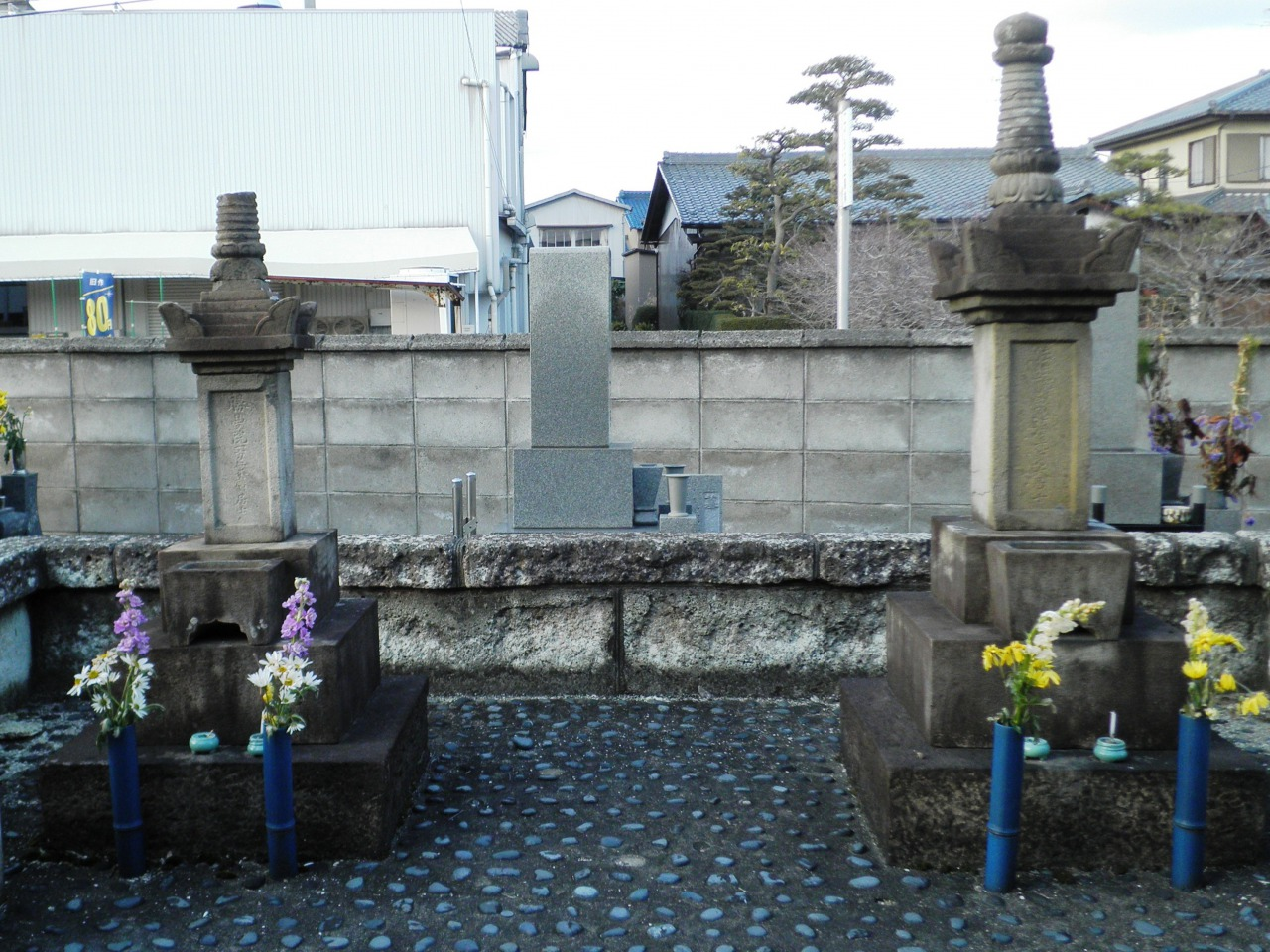
山內盛豐和兒子十郎之墓
法蓮寺（愛知縣一宮市木曾川町黑田）

山內盛豐（1510年－1557年／1559年）是日本戰國時代武將。岩倉織田氏的家老。父親是山內久豐。母督是二宮俊宗的女兒。兒子有山內十郎、山內一豐、山內康豐。妻子是法秀尼（可能是梶原氏的女兒）。別稱守豐、豬之助、但馬守。尾張黑田城城代。

## 生平
父親久豐是尾張羽栗郡黑田的鄉侍，仕於支配尾張上四郡的守護代織田伊勢守家（岩倉織田氏）。被主君‧岩倉城主織田信安任命為尾張黑田城城代。
弘治3年（1557年），黑田城遭到夜襲，有資料指在此戰中與兒子十郎一同戰死，另一方面則指逃往岩倉城。永祿2年（1559年），岩倉城被織田信長的攻陷（浮野之戰），在此時戰死或自殺。戒名是法性院殿逸溪光秀大居士。墓所在愛知縣一宮市木曾川町黑田的法蓮寺。
兒子一豐在諸將之間轉移後仕於信長，後來成為豐臣氏、德川氏的家臣，最後成為土佐一國的藩主。

## 登場作品
- 大河劇「功名十字路 (大河劇)」（2006年，NHK，演員：坂口進也）